# باد غرانت
باد غرانت (بالإنجليزية: Bud Grant)‏ هو منتج تلفزيوني أمريكي، ولد في 7 فبراير 1932، وتوفي في 1 يوليو 2011.

## وصلات خارجية
- باد غرانت على موقع IMDb (الإنجليزية)